# Gustaz (Zut)
Gustaz (in croato: Gustac) è un isolotto disabitato della Dalmazia settentrionale, nel mare Adriatico, in Croazia, che fa parte delle isole Incoronate; si trova vicino alla costa nord-est di Zut. Amministrativamente appartiene al comune di Morter-Incoronate, nella regione di Sebenico e Tenin.

## Geografia
Gustaz è un isolotto lungo circa 650 m per una larghezza massima di 470 m; ha un'altezza di 45,1 m, una superficie di 0,198 km² e uno sviluppo costiero di 1,78 km. Si trova sul lato nord-est di Zut davanti a porto Igliaccia o Figliaccia (uvala Hiljača), a nord-est della valletta Pristanisce (uvala Pristanišće). L'isolotto dista 200 m da punta Maslinovica, è attorniato da isolotti e scogli e a nord si affaccia sul canale di Sit (Sitski kanal).

### Isole adiacenti
- Taverna (Tovarnjak), isolotto a nord di Gustaz.
- Scogli Babuglia[11], Baboja[7][12] o Babugliaz[6]: 
  - Babuglia Grande[11] (Babuljaš Veli), situato circa 1,3 km[2] a est-nord-est di Gustaz; ha un'area di 9608 m²[13], uno sviluppo costiero di 387 m[13] ed è alto 16,6 m[2] 43°52′29″N 15°21′10″E
  - Babuglia Piccola[11] (Babuljaš Mali), circa 280 m[2] a nord-ovest del precedente; ha un'area di 3488 m²[13], uno sviluppo costiero di 231 m[13] ed è alto 8 m[2] 43°52′39″N 15°20′59″E.
- Ravnasika[7][12] o Secca[6] (Lukarica o Ravna Sika), piccolo scoglio 1,3 km[2] a est di Gustaz e 580 m a sud di Babuglia Grande; ha un'area di 5531 m²[13], uno sviluppo costiero di 292 m[13] ed è alto 7 m[2] 43°52′07″N 15°21′10″E.
- Scogli Bisaccia (Bisaga Vela e Bisaga Mala), a sud-est di Gustaz.

### Cartografia
- (HR) Mappa topografica della Croazia 1:25000, su preglednik.arkod.hr. URL consultato il 28 luglio 2017.
- G. Giani, Carta prospettiva delle Comuni censuarie della Dalmazia, foglio 2, 1839. Fondo Miscellanea cartografica catastale, Archivio di Stato di Trieste.
- Carta di cabottaggio del mare Adriatico, foglio VII, Milano, Istituto geografico militare, 1822-1824. URL consultato il 17 febbraio 2017 (archiviato dall'url originale il 13 aprile 2013).